# Hermann Krochmann
Hermann Krochmann (* 27. Februar 1671 in Hamburg; † 15. August 1728 in Osnabrück) war ein evangelischer Theologe.

## Familie
Er war ein Sohn des Hamburger Leinwandkaufmanns Jacob Krochmann (1631–1696) und seiner Ehefrau Cecilia Biedendorff (1640–1686). Krochmann heiratete am 8. Mai 1703 in Osnabrück Anna Margarethe Berghoff. Das Paar hatte 10 Kinder, von denen 8 beim Tod des Vaters noch am Leben waren. Seine vermutliche Tochter Anna Sarah († 1759) heiratete 1738 in Osnabrück Johann Friedrich Meyer, Besitzer der Hirsch-Apotheke in Osnabrück.

## Leben
Krochmann besuchte ab 1688 das Akademische Gymnasium in Hamburg. Er immatrikulierte sich am 7. Mai 1692 an der Universität Gießen und disputierte dort 1693. Von Michaelis 1693 bis Ostern 1694 war er Theologiestudent an der Universität Rostock. Ab Michaelis 1694 war er an der Universität Greifswald immatrikuliert, wo er am 28. Dezember zum Magister phil. promoviert wurde. Nach Abschluss seines Studiums ging Krochmann 1697 als Legationsprediger mit dem Chursächsischen Gesandten nach den Haag, nahm an den Verhandlungen zum  Frieden von Rijswijk teil, und reiste nachher durch Brabant. 1701 wurde er Katechet (Sonnabends-Prediger) im Werk-Armen- und Zuchthaus in Hamburg. 1702 wurde Krochmann als 3. Prediger an die St.-Katharinen-Gemeinde in Osnabrück berufen, wo er 1704 2. Prediger wurde. In dieser Stellung verblieb er bis zu seinem Tod 1728.
Von seinen Schriften ist der Sammelband Gedächtnis der Gerechten für die Osnabrücker Familiengeschichte von besonderem Interesse.

## Schriften
- Johannes Henricus Majus [Präses]; Hermann Krochmann [Respondent]: Theologia Davidis, quam ex eius vita et praesertim Psalmis secundum seriem locorum commun. thetice concinnavit.  Hamburg 1693. (Digitalisat der Bayerischen Staatsbibliothek)
- Der Trost eines Lehrers, welchen Gott aus seinem Vaterland in die Frembde zum Dienst seines H. Evangelii beruffet. Jn einer Kurtzen Sermon aus Johan. IV. v. 43. 44 [Predigt] . Hamburg 1702. (Digitalisat der Herzog August Bibliothek, Wolfenbüttel)
- Die Himmlische Weisheit GOttes in drey predigten. Hamburg 1715.
- Gedächtnis der Gerechten. Osnabrück 1716.
- Der in das Haus GOttes gebrachte unsinnige Geitzige, allen Geitzigen zur Warnung und Schrecken. Eine predigt über Luc. XII. Hamburg 1719.
- Unschuldige Nachrichten. 1728.